# Puerto autónomo de Namur
El puerto autónomo de Namur (en francés port autonome de Namur), también conocido por sus siglas como PAN, es un puerto fluvial a lo largo los ríos Mosa y Sambre, establecido en la provincia belga de Namur desde 1978.
El principal objetivo del puerto autónomo de Namur es la de favorecer el transporte de materias primas y mercancías, así como gestionar y acondicionar las zonas portuarias e industriales de su pertenencia para ponerla a disposición de usuarios o inversores, aunque también se encarga de potenciar el desarrollo del turismo fluvial. El puerto cubre un área de 166 hectáreas repartidas entre 25 zonas portuarias. Cuenta con nueve kilómetros de muelles de descarga.